# Phụng vụ

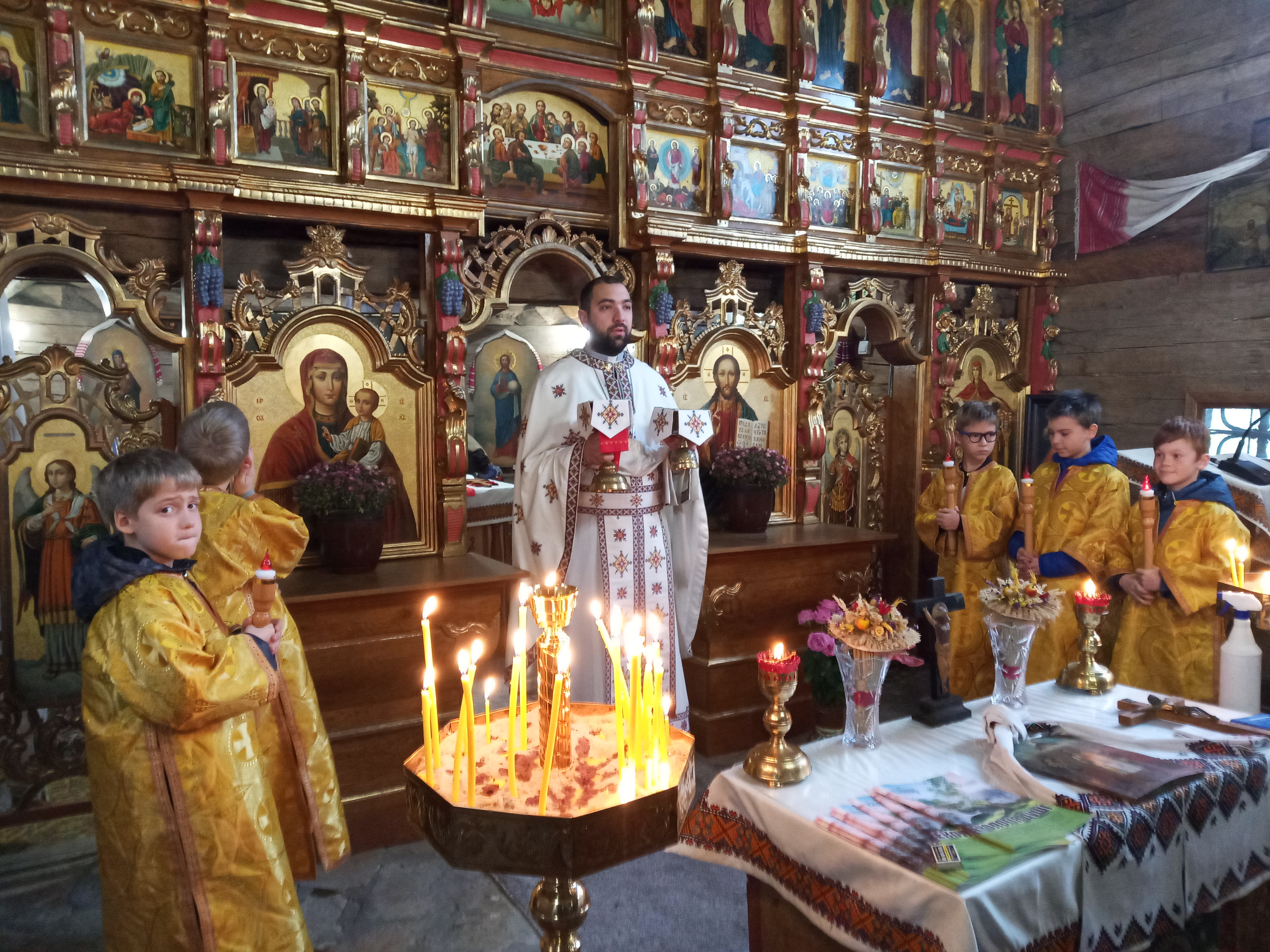
Một nghi thức phụng vụ ở Ukraina

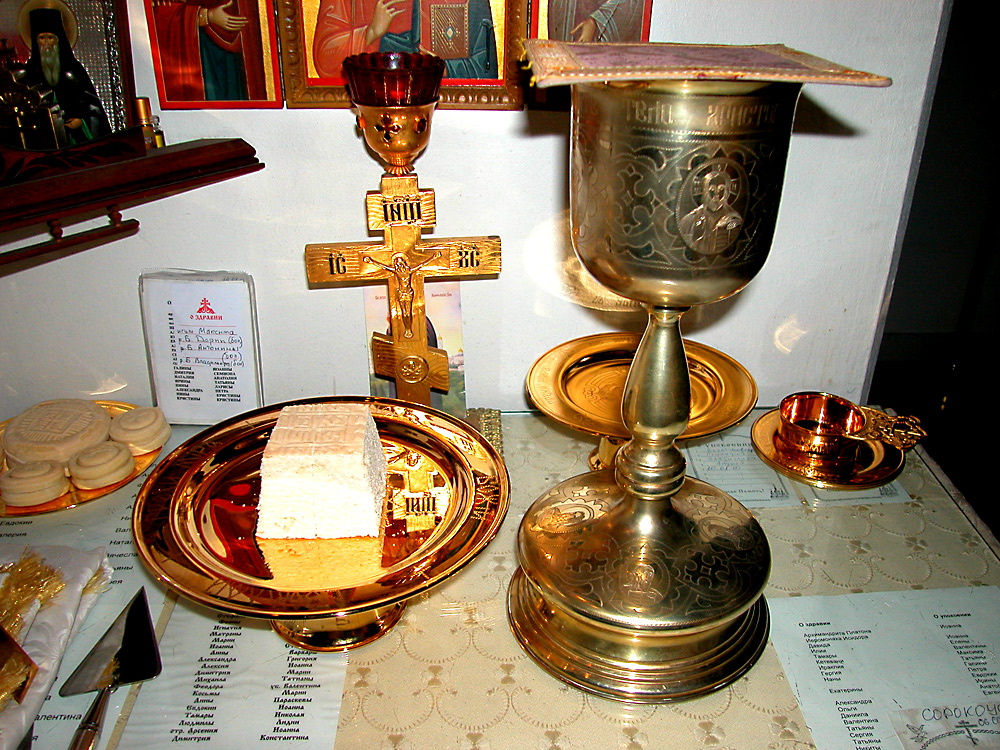
Lễ vật dâng cúng phụng vụ

Phụng vụ (tiếng Hy Lạp: λειτουργία, nghĩa đen: "công việc của con người", và được dịch theo nghĩa bóng là "dịch vụ công cộng") nghĩa thế tục là sự thờ phượng công cộng theo tục lệ thực hiện bởi một nhóm tôn giáo, theo tín ngưỡng đặc thù, phong tục và truyền thống của nhóm tôn giáo đó. 

## Đại cương
Về mặt kỹ thuật, phụng vụ là một tập hợp con của nghi lễ. Khi nghi lễ được thực hiện để tham gia vào một hành động của Chúa Trời hoặc hỗ trợ một tác động mang tính thần linh, đó là phụng vụ. Nếu nghi lễ không có mục đích này nó không phải là phụng vụ, mà chỉ là nghi lễ. Do vậy từ này, đề cập đến một nghi lễ chính thức, mà có thể hoặc không thể được xây dựng chi tiết và ban hành bởi những người hiểu rằng mình được tham gia vào một tác động có tính thần linh, chẳng hạn như Chính thống giáo Đông phương Phụng vụ Thánh (tiếng Hy Lạp: Θεία Λειτουργία), Thánh lễ Missa, Tiệc Thánh hoặc Thánh lễ (Mass) trong cộng đồng Anh giáo. Tuy nhiên, một hoạt động hàng ngày như  salat của Hồi giáo và các dịch vụ hội đường Do Thái là các nghi lễ, nhưng không phải là phụng vụ.
Nếu đền thờ đã được tái thành lập, các nghi lễ được thực hiện bởi các linh mục Do Thái trong đền sẽ là phụng vụ. Với tư cách một hiện tượng tôn giáo, phụng vụ là một phản ứng và tham gia  của cộng đồng, mang tính thần linh thông qua hoạt động đáp lại lời khen ngợi, tạ ơn, cầu khẩn, hoặc ăn năn. Nghi lễ hóa có thể được liên kết với các sự kiện cuộc sống như sinh con, đến tuổi trưởng thành, hôn nhân và cái chết. do đó nó tạo cơ sở cho việc thiết lập một mối quan hệ với đối tượng thần linh, cũng như với các thành viên khác trong phụng vụ. Phương pháp ăn mặc, chuẩn bị thức ăn, sử dụng mỹ phẩm hoặc thực hành vệ sinh khác đều được coi là các hoạt động phụng vụ.